# Reprezentacja Egiptu U-17 w piłce nożnej mężczyzn
Reprezentacja Egiptu U-17 w piłce nożnej jest juniorską reprezentacją Egiptu zgłaszaną przez EFA. Mogą w niej występować wyłącznie zawodnicy posiadający obywatelstwo egipskie, urodzeni w Egipcie lub legitymujący się Egipskim pochodzeniem i którzy w momencie przeprowadzania imprezy docelowej (finałów Mistrzostw Afryki lub Mistrzostw Świata) nie przekroczyli 17. roku życia.

## Sukcesy
- Mistrzostwa Afryki
  - 1. miejsce (1 raz): 1997

## Występy wmistrzostwach świata
- 1985: Nie brała udziału
- 1987: Faza grupowa
- 1989: Nie zakwalifikowała się
- 1991: Nie zakwalifikowała się
- 1993: Nie zakwalifikowała się
- 1995: Nie zakwalifikowała się
- 1997 (gospodarz): Ćwierćfinał
- 1999: Nie zakwalifikowała się
- 2001: Nie zakwalifikowała się
- 2003: Faza grupowa
- 2005: Nie zakwalifikowała się
- 2007: Nie zakwalifikowała się
- 2009: Nie brała udziału
- 2011: Nie zakwalifikowała się
- 2013: Nie zakwalifikowała się
- 2015: Nie zakwalifikowała się

## Występy wmistrzostwach Afryki
- 1995: Nie zakwalifikowała się
- 1997: 1. miejsce
- 1999: Nie zakwalifikowała się
- 2001: Nie zakwalifikowała się
- 2003: 4. miejsce
- 2005: Nie zakwalifikowała się
- 2007: Nie zakwalifikowała się
- 2009: Nie brała udziału
- 2011: Faza grupowa
- 2013: Nie zakwalifikowała się
- 2015: Nie zakwalifikowała się